# Battle for Wesnoth
Battle for Wesnoth – strategiczna gra turowa z elementami gry fabularnej w stylistyce fantasy. Rozprowadzana jest na licencji GNU GPL. Działa na platformach Microsoft Windows, macOS, iOS, BeOS, Solaris, GNU/Linux, FreeBSD i OpenBSD. Gra jest dostępna w 54 wersjach językowych, jednak nie wszystkie są w pełni przetłumaczone.
Cele gry zmieniają się zależnie od typu rozgrywki i scenariusza: od wyeliminowania wszystkich nieprzyjacielskich dowódców, przez osiągnięcie konkretnego celu na mapie po utrzymanie się przez określony czas.

## Rozgrywka
Najprostszym rodzajem rozgrywki w Battle for Wesnoth jest gra przeciwko komputerowi. Przed rozpoczęciem gry należy ustalić kilka parametrów, które mają znaczący wpływ na przebieg rozgrywki. Przede wszystkim należy wybrać erę – ery determinują dostępne frakcje, a zarazem jednostki. Następnie należy także zdecydować czy mapa od początku jest odsłonięta, czy też nasze jednostki muszą ją stopniowo odkrywać (opcja „Fog of War”). Należy także ustalić przychód z posiadanych wiosek oraz szybkość awansowania jednostek.
Następnie gracz wybiera frakcje i dowódców zarówno dla siebie, jak i dla SI. Istnieje możliwość losowego wyboru frakcji dla jednego lub więcej graczy. Ustala także oddzielnie dla każdej ze stron początkową ilość złota oraz łączy graczy we współdziałające drużyny, które wspólnie osiągają zwycięstwo.
Plansza podzielona jest na pola w kształcie sześciokątów, tzw. heksy. Heksy specjalne, to castle (zamek), keep (warownia) i village (wioska). Jeżeli dowódca gracza znajduje się w warowni, może on na każdym z pól zamku, które są połączone z warownią, powołać jednostki za określoną sumę złota. Z kolei wioski zapewniają dwie sztuki złota na turę (choć można to zmienić w ustawieniach scenariusza). Aby jednak zysk trafiał właśnie do kieszeni gracza, musi on przynajmniej raz wejść do danej wioski, aby ją zająć. Jeśli wejdzie on na nieprzyjacielską wioskę, uzyskuje nad nią kontrolę i przeciwnik nie otrzymuje już z niej złota. Jednostki w wioskach leczą się również znacznie szybciej niż poza nią.

## Frakcje
W standardowej erze Wesnoth jest sześć frakcji:
- Lojaliści (Loyalists): w skład tej frakcji wchodzą głównie ludzie. Odstępstwem od tej zasady są tylko Merman Wojownik (Merman Fighter) oraz Ogr (Ogre). Jednostki ludzkie są wyspecjalizowane, np. posiadają szermierza, który mimo tego, że średnio nadaje się do frontalnej walki, dzięki swoim zdolnościom może przedostać się za linie wroga.
- Buntownicy (Rebels): frakcja składająca się głównie z elfów. Wyjątkami są Mag (Mage), Drzewiec (Wose) i Merman Łowca (Merman Hunter). Elfy radzą sobie dość dobrze w lasach oraz innych terenach z dużą obroną, jednak przez małą liczbę punktów życia nie nadają się do walki na otwartym terenie.
- Nieumarli (Undead): ta frakcja składa się prawie tylko z nieumarłych. Należy tu też Mroczny Adept (Dark Adept). Niemalże wszystkie ich jednostki mają dużą odporność na ⅔ ataków fizycznych, lecz są wrażliwe na ataki astralne.
- Smoki (Drakes): składająca głównie się z dużych, smokopodobnych stworzeń, lecz nie tylko. W tej frakcji są również Jaszczuroludzie (Saurians). Ich jednostki mają niskie koszty poruszania się (umiejętność latania) oraz wszędzie równą defensywę 30–40%. Dużo jednostek posiada dużą liczbę punktów życia oraz ataki blisko- i dalekosiężny, co czyni z tej rasy wszechstronnego przeciwnika. Jednak broń kłująca oraz zimno są ich słabymi punktami.
- Ludy północy (Northereners): w skład tej frakcji wchodzą orkowie, trolle, gobliny i nagi. Wszystkie jednostki w tej frakcji są dość tanie, co pozwala na rekrutowanie sporej ich liczby. Przewaga liczebna ułatwia uzyskać przewagę na polu bitwy.
- Sojusz Knalgański (Knaglan Alliance): frakcja składająca się z krasnoludów oraz wyjętych spod prawa (outlaws) i gryfów. Krasnoludy posiadają kilka szybkich jednostek, lecz poza tym jest to najpowolniejsza rasa ze słabą obroną na większości terenów (poza górami i wzgórzami), co jednak rekompensuje wysoka odporność.

## Kampanie

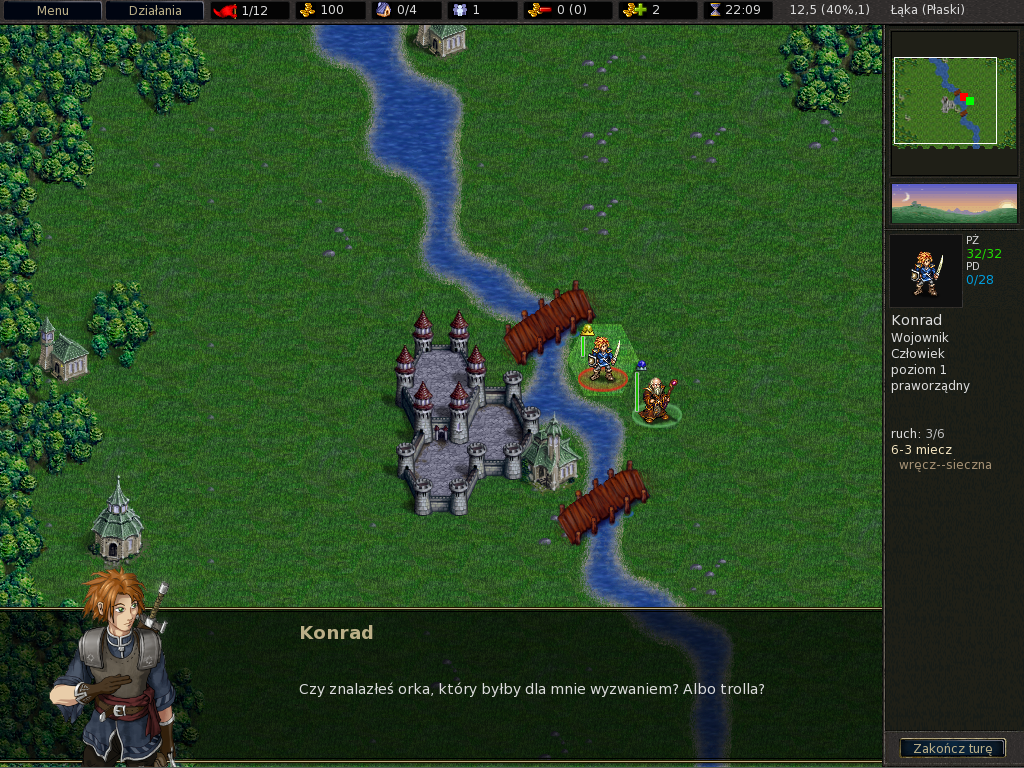
Tutorial do kampanii w polskiej wersji językowej gry.

Battle for Wesnoth posiada kilkanaście standardowo wbudowanych kampanii. Możliwe jest również tworzenie własnych i udostępnianie ich, podobnie jak nowych jednostek, map oraz scenariuszy do gry wieloosobowej na specjalnym serwerze. Same kampanie są zróżnicowane pod względem trudności (przy czym można wybrać poziom), czasu jaki trzeba poświęcić aby je skończyć oraz stopniem skomplikowania fabuły. Przed rozpoczęciem gry warto zapoznać się z samouczkiem.
W Battle for Wesnoth istnieje sześć ras oraz około dwieście typów jednostek (nie wszystkie są dostępne od razu). Battle for Wesnoth ma swój własny serwer gry wieloosobowej. Można również obserwować rozgrywkę nie uczestnicząc w niej.
Battle for Wesnoth posiada swój własny język skryptowy WML (Wesnoth Mark-up Language), który pozwala tworzyć swoje własne kampanie, jednostki i scenariusze do gry wieloosobowej, umożliwia zmianę statystyk jednostek w trakcie gry, modyfikację terenu, tworzenie jednostek itd.
Do Battle for Wesnoth jest dołączony edytor map, który pomaga tworzyć własne kampanie.